# Azadanes Jáhen
Svatý Azadanes Jáhen byl jáhnem v Persii. Byl zatčen spolu se svatým Acepsimasem. Za svou křesťanskou víru byl asi roku 360 za vlády velkokrále Šápúra II. zabit.
Jeho svátek se slaví 22. dubna.